# Alfred Duggan
Alfred Duggan (1903 - 1964) fue un historiador, arqueólogo y autor de novelas históricas superventas británico nacido en Argentina, durante los años cincuenta. 

## Biografía
Aunque creció en Inglaterra, Duggan nació en Buenos Aires en una familia de ricos terratenientes de ascendencia angloargentina y estadounidense, trasladándose su familia a Inglaterra cuanto él tenía dos años de edad. Sus novelas son conocidas por estar basadas en una metódica investigación histórica. También escribió algunas excelentes historias populares de la Antigua Roma y la Edad Media. Knight With Armour fue su primera novela, escrita en 1946. Visitó prácticamente cada lugar y campo de batalla descritos en el libro, porque era también un arqueólogo, habiendo trabajado en excavaciones en Estambul durante los años treinta.
A diferencia de la mayor parte de los novelistas históricos, no idealiza a sus personajes. Un puñado de ellos son nobles, algunos bastante desagradables, un montón confusos en cuanto a sus motivos. Algunas de sus novelas pueden resultar graciosas, en un estilo seco y de humor negro.
La mayor parte de sus historias se narran desde el punto de vista de la clase dirigente, a veces el gobernante y otras veces un caballero o un noble. En la historia inglesa, sus novelas muestran gran aprobación de la conquista normanda. 

## Obras

### Novelas
- Knight with Armour (1950). La Primera Cruzada, desde el punto de vista de un caballero bastante vulgar.
- Conscience of the King (1951). Una vida especulativa de Cerdic, el fundador de Wessex.
- The Little Emperors (1951). Una sucesión de golpes en la Britania de la Antigüedad tardía.
- Lady for Ransom (1953). Mercenarios normandos de Occidente sirviendo al Imperio Bizantino en el siglo XI.
- Leopards and Lilies (1954) Una noble que busca su propio beneficio en la peligrosa política de la Inglaterra del rey Juan.
- God and My Right (1955). La vida de Tomás Becket. Traducido en España como Dios y mi ley (2001, El Aleph Editores, S.A) ISBN 84-7669-467-9
- Winter Quarters (1956). Dos galos de la época de Julio César. Uno de ellos ha sufrido un maleficio de la Diosa Madre, cuyo culto encuentra a través del mundo romano.
- Three's Company (1958) la carrera de Lépido, triunviro con Octavio Augusto y Marco Antonio después de la muerte de Julio César.
- Founding Fathers, título estadounidense, Children of the Wolf (1959). Rómulo y la fundación de Roma.
- The Cunning of the Dove (1960). La carrera de Eduardo el Confesor, narrada por uno de sus servidores.
- The King of Athelney, título estadounidense, The Right Line of Cerdic (1961). La vida de Alfredo el Grande.
- Lord Geoffrey's Fancy (1962). La vida en uno de los reinos cruzados de corta vida en Grecia, narrada por un caballero ordinario.
- Elephants and Castles, título estadounidense, Besieger of Cities (1963). La vida de Demetrio I de Macedonia, uno de los sucesores de Alejandro Magno.
- Family Favourites (1963). Un soldado romano ordinario es testigo del reinado del emperador Heliogábalo.
- Count Bohemond (1964). Otro relato de la Primera cruzada, esta vez desde el punto de vista de Bohemundo, uno de sus líderes. Traducido en España como El conde Bohemundo; ediciones: 1992, Edhasa ISBN 84-350-0569-0; 2000, Planeta-De Agostini ISBN 84-395-8495-4 y 2003, Planeta-De Agostini ISBN 84-674-0262-8.

Ediciones póstumas:
- The Romans (1965)
- Castles (1969)
- Alfred the Great (2005)
- Sword of Pleasure (2006)

### No ficción
- Thomas Becket of Canterbury (1952)
- Julius Caesar: A Great Life in Brief (1955)
- My Life for My Sheep: Thomas a Becket (1955)
- He Died Old: Mithradates Eupator, King of Pontus (1958)
- Devil's Brood: The Angevin Family (1957)
- Look At Castles (1960)
- The Castle Book (1961)
- Look At Churches (1961)
- Growing Up in Thirteenth Century England (1962)
- The Story of the Crusades 1097-1291 (1963)
- Growing up with the Norman Conquest (1965)
- The Falcon And the Dove: A Life of Thomas Becket of Canterbury (1971)